# Andrej Aršavin
Andrej Sergeevič Aršavin (in russo Андрей Сергеевич Аршавин?; trasl. angl. Andrey Arshavin; Leningrado, 29 maggio 1981) è un ex calciatore russo, di ruolo attaccante.
È stato nominato calciatore russo dell'anno nel 2006. È stato anche votato come uno dei più forti tra i calciatori russi e sovietici di tutti i tempi.

## Caratteristiche tecniche
Dotato di notevoli capacità tecniche, era in grado di giocare come ala, esterno offensivo o seconda punta. La sua carriera è stata parzialmente limitata dalla poca propensione al sacrificio.

## Carriera

### Giocatore

#### Club

##### Gli inizi
Andrej Sergeevič Aršavin muove i suoi primi passi nei pulcini del Lokomotiv Mosca, sotto la guida di Dimitri Phonvkencho. Prodotto della scuola calcio Smena, nel 1999 e nei primi mesi del 2000 giocò per la squadra riserve dello Zenit San Pietroburgo, lo Zenit San Pietroburgo 2, in Pervij divizion, la seconda divisione del campionato russo di calcio.

##### Zenit

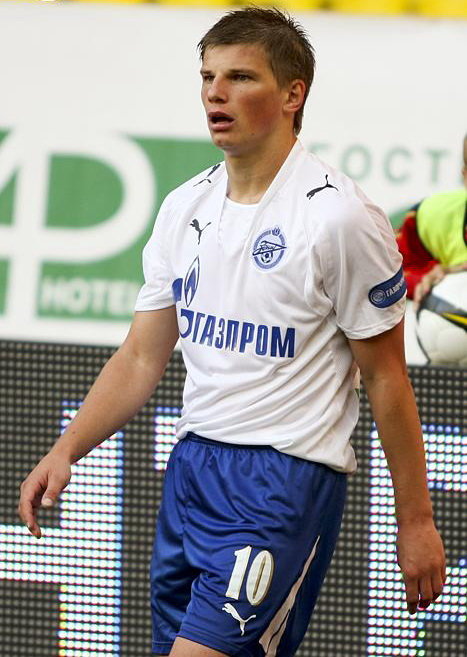
Arshavin con la maglia dello Zenit San Pietroburgo

Nel 2000 fu incluso nella prima squadra dello Zenit San Pietroburgo. Giocò in varie posizioni in campo, partendo come un centrocampista destro, quindi come un centrocampista offensivo, per poi giungere a giocare come attaccante. Vinse il titolo di "Miglior giocatore della Prem'er-Liga russa" in quella stagione, grazie alla capacità di giocare come ala, come fantasista e come attaccante. È degno di nota per l'agilità e per le superbe abilità tecniche, come i passaggi lunghi e corti, la forte andatura, l'efficace dribbling e il preciso e potente tiro. Queste qualità e la sua indole che lo spinge a dare sempre il massimo lo hanno reso uno dei più importanti giocatori del suo club e del proprio paese.
Nel 2007 ha guidato la sua squadra alla conquista del primo titolo nazionale, giocando tutte e 30 le partite e totalizzando 10 gol e 11 assist, e della prima Coppa UEFA, sconfiggendo in semifinale il favorito Bayern Monaco ed in finale il Rangers.

##### Arsenal e prestito allo Zenit

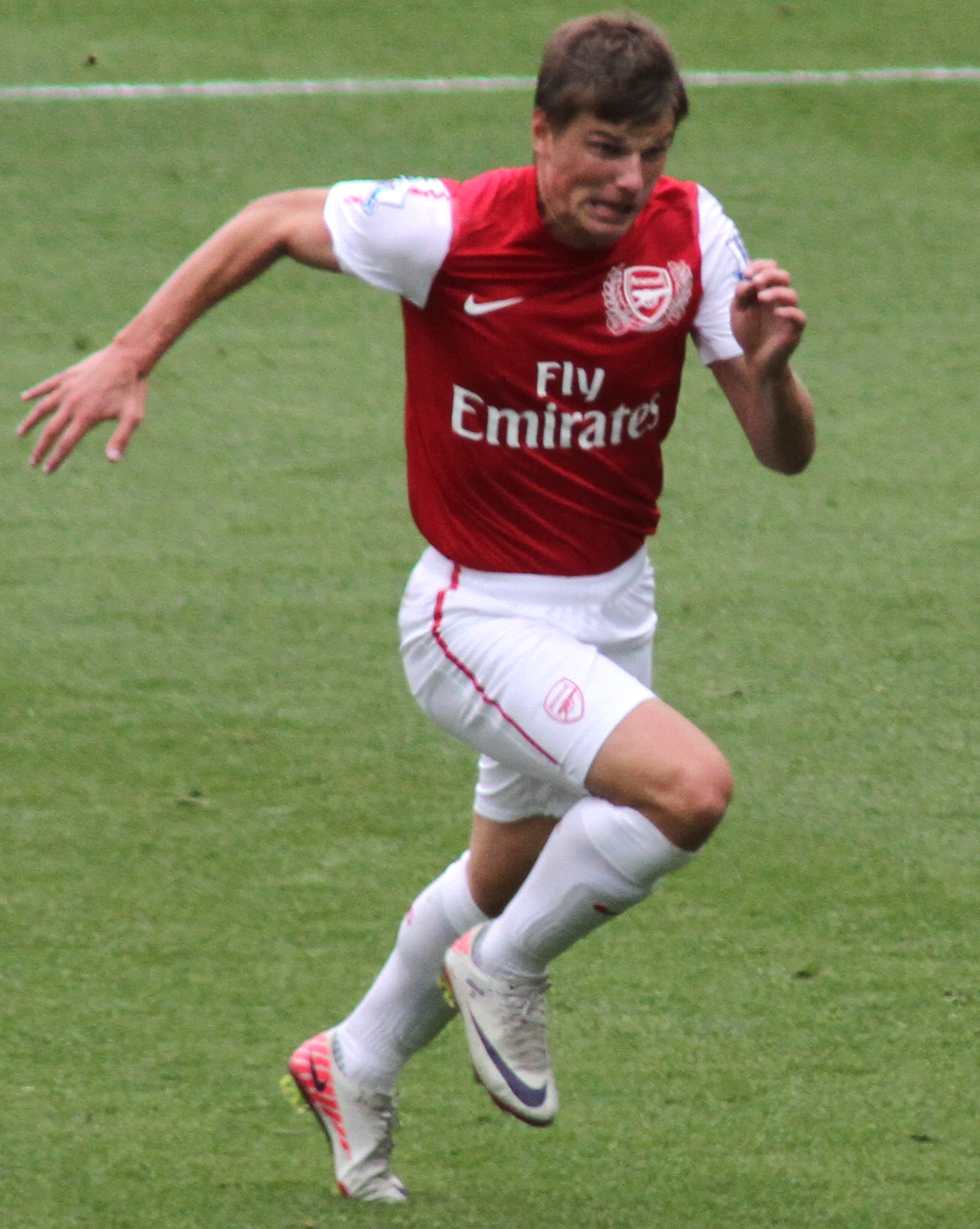
Arshavin con la maglia dell'Arsenal

Il 2 febbraio 2009 è stato acquistato dall'Arsenal per 20 milioni di euro. Sceglie di indossare la maglia numero 23, ma non può disputare la UEFA Champions League 2008-2009 avendovi già partecipato con la divisa dello Zenit San Pietroburgo. Il 21 febbraio debutta con la maglia dei Gunners nel match di Premier League contro il Sunderland. La partita termina 0-0 ed Aršavin viene sostituito al 63' minuto da Carlos Vela.
Il 14 marzo segna la sua prima rete in Premier League, contro il Blackburn al 65'; nella stessa partita firma anche l'assist del primo gol di Emmanuel Eboué. Il 21 aprile 2009 sigla quattro reti ad Anfield in un incontro di Premier League contro il Liverpool chiusosi sul 4-4. Il 4 novembre 2009 realizza 3 assist in un incontro casalingo di Champions League contro l'AZ Alkmaar, chiusosi sul 4-1.
Il 24 febbraio 2012 torna, in prestito, allo Zenit. Terminato il prestito fa ritorno all'Arsenal, dove però, ormai fuori dai progetti della squadra, riesce a trovare pochissimo spazio. Il 5 giugno 2013 l'Arsenal annuncia che il suo contratto, in scadenza a fine mese, non verrà rinnovato.

##### Ritorno allo Zenit, ultimi anni
Il 27 giugno 2013, in scadenza di contratto, viene ingaggiato per la terza volta dallo Zenit. Il 26 luglio 2013 realizza contro il Kuban Krasnodar la sua prima rete in campionato da quando è ritornato per la seconda volta allo Zenit.
Il 13 luglio 2015 firma con il Kuban Krasnodar. Il 26 febbraio 2016 si trasferisce al Kairat. L'11 novembre 2018 si ritira dal calcio giocato.

#### Nazionale

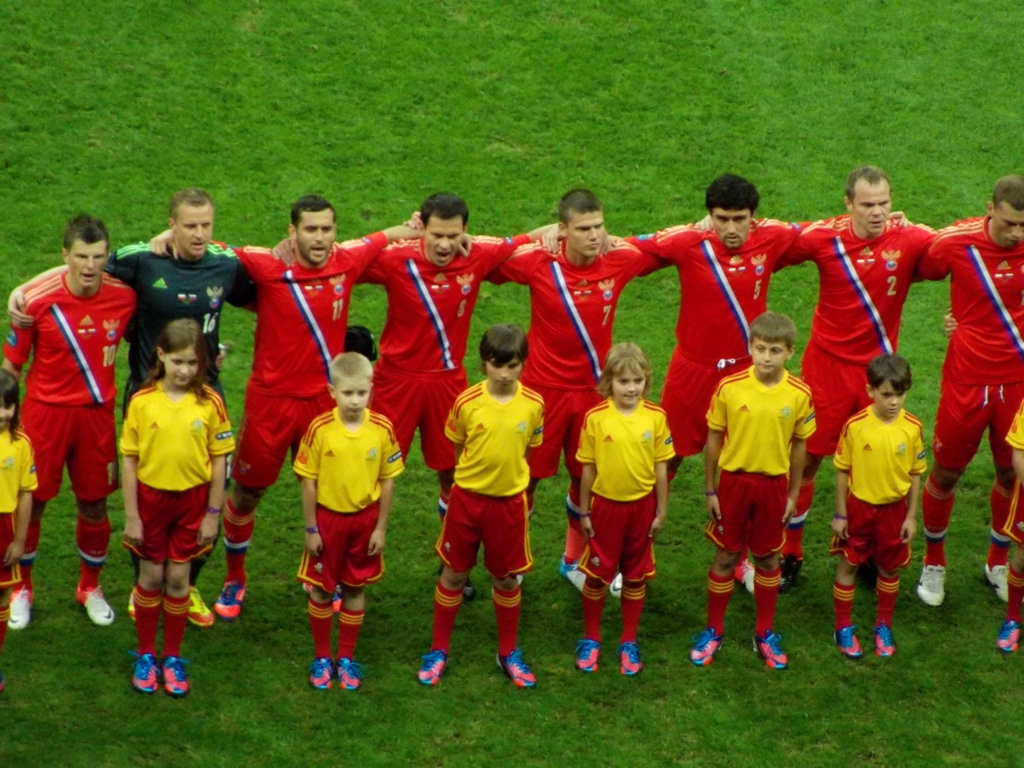
Arshavin (il primo da sinistra), con la fascia da capitano, durante l'esecuzione dell'inno russo al

Arshavin ha debuttato con la nazionale russa il 17 maggio 2002, in una gara contro la Bielorussia. Il 24 marzo 2007 ha vestito la fascia di capitano della Russia nella partita valida per le qualificazioni al campionato d'Europa 2008 contro l'Estonia.
Convocato da Guus Hiddink per la fase finale dell'europeo 2008, ha saltato le prime due partite per squalifica; ha quindi preso parte al torneo dalla terza giornata, dove ha realizzato il gol decisivo per la qualificazione contro la Svezia ed è diventato, insieme a Roman Pavljučenko, la stella della sua nazionale nonché rivelazione dell'europeo. Nei quarti di finale, dopo gli assist per i primi due gol, ha messo a segno la rete del 3-1 contro la favorita Paesi Bassi nel secondo tempo supplementare: il gol è valso la qualificazione della Russia alle semifinali, dov'è stata eliminata dalla Spagna, poi vincitrice della coppa.
Il 25 maggio 2012, viene convocato da Dick Advocaat per l'campionato d'Europa 2012 in Polonia e Ucraina; anche in questa manifestazione, viene confermato capitano da Advocaat. L'8 giugno 2012 esordisce da titolare nella partita contro la Repubblica Ceca (4-1). Gioca da titolare anche le due sfide seguenti, contro la Polonia (1-1) e la Grecia (0-1). Quest'ultima sconfitta contro gli ellenici, costa alla Russia l'eliminazione dalla competizione alla fase a gironi.
Dopo aver giocato nella prima partita del nuovo allenatore Fabio Capello, una amichevole con la Costa d'Avorio, Arshavin non viene più considerato dal tecnico, uscendo così dal giro della nazionale.

### Dopo il ritiro
Nel marzo 2019 viene scelto come ambasciatore per il campionato d'Europa 2020.

## Statistiche

### Presenze e reti nei club
Statistiche aggiornate al 5 novembre 2017.
| Stagione        | Squadra         | Campionato      | Campionato | Campionato | Coppe nazionali | Coppe nazionali | Coppe nazionali | Coppe continentali | Coppe continentali | Coppe continentali | Altre coppe | Altre coppe | Altre coppe | Totale | Totale |
| Stagione        | Squadra         | Comp            | Pres       | Reti       | Comp            | Pres            | Reti            | Comp               | Pres               | Reti               | Comp        | Pres        | Reti        | Pres   | Reti   |
| --------------- | --------------- | --------------- | ---------- | ---------- | --------------- | --------------- | --------------- | ------------------ | ------------------ | ------------------ | ----------- | ----------- | ----------- | ------ | ------ |
| 1999            | Zenit 2         | C               | 35         | 4          | -               | -               | -               | -                  | -                  | -                  | -           | -           | -           | 35     | 4      |
| 2000            | Zenit           | VD              | 10         | 2          | CR              | 1               | 0               | CU                 | 3                  | 0                  | -           | -           | -           | 14     | 2      |
| 2001            | Zenit           | VD              | 29         | 4          | CR              | 5               | 1               | -                  | -                  | -                  | -           | -           | -           | 34     | 5      |
| 2002            | Zenit           | PL              | 30         | 4          | CR              | 3               | 0               | CU                 | 4                  | 2                  | -           | -           | -           | 37     | 6      |
| 2003            | Zenit           | PL              | 27         | 5          | CR              | 3               | 0               | -                  | -                  | -                  | -           | -           | -           | 30     | 5      |
| 2004            | Zenit           | PL              | 26         | 5          | CR              | 4               | 2               | CU                 | 8                  | 4                  | -           | -           | -           | 38     | 11     |
| 2005            | Zenit           | PL              | 29         | 9          | CR              | 4               | 2               | CU                 | 8                  | 4                  | -           | -           | -           | 49     | 15     |
| 2006            | Zenit           | PL              | 28         | 7          | CR              | 4               | 0               | CU                 | 13                 | 5                  | -           | -           | -           | 45     | 12     |
| 2007            | Zenit           | PL              | 30         | 10         | CR              | 2               | 1               | CU                 | 14                 | 4                  | -           | -           | -           | 46     | 15     |
| 2008            | Zenit           | PL              | 27         | 6          | CR              | 1               | 1               | UCL                | 6                  | 0                  | SR+SU       | 2+1         | 1+0         | 37     | 8      |
| gen.-giu. 2009  | Arsenal         | PL              | 12         | 6          | FACup+CdL       | 3+0             | 0               | UCL                | -                  | -                  | -           | -           | -           | 15     | 6      |
| 2009-2010       | Arsenal         | PL              | 30         | 10         | FACup+CdL       | 1+0             | 0               | UCL                | 8                  | 2                  | -           | -           | -           | 39     | 12     |
| 2010-2011       | Arsenal         | PL              | 37         | 6          | FACup+CdL       | 5+4             | 0+1             | UCL                | 6                  | 3                  | -           | -           | -           | 52     | 10     |
| 2011-gen. 2012  | Arsenal         | PL              | 19         | 1          | FACup+CdL       | 1+2             | 0+1             | UCL                | 5                  | 0                  | -           | -           | -           | 27     | 2      |
| 2012            | Zenit           | PL              | 10         | 3          | CR              | 1               | 0               | UCL                | 1                  | 1                  | -           | -           | -           | 12     | 4      |
| 2012-2013       | Arsenal         | PL              | 7          | 0          | FACup+CdL       | 0+2             | 1               | UCL                | 2                  | 0                  | -           | -           | -           | 11     | 1      |
| Totale Arsenal  | Totale Arsenal  | Totale Arsenal  | 105        | 23         |                 | 18              | 3               |                    | 22                 | 5                  |             | -           | -           | 145    | 32     |
| 2013-2014       | Zenit           | PL              | 21         | 2          | KR              | 1               | 0               | UCL                | 11                 | 2                  | SR          | 1           | 0           | 34     | 4      |
| 2014-2015       | Zenit           | PL              | 14         | 1          | KR              | 2               | 1               | UCL+UEL            | 4+1                | 0                  | -           | -           | -           | 21     | 2      |
| Totale Zenit    | Totale Zenit    | Totale Zenit    | 281        | 58         |                 | 31              | 8               |                    | 73                 | 22                 |             | 4           | 1           | 389    | 89     |
| 2015-gen. 2016  | Kuban'          | PL              | 8          | 0          | KR              | 1               | 0               | -                  | -                  | -                  | -           | -           | -           | 9      | 0      |
| 2016            | Kairat          | QPL             | 18+10      | 6+2        | QK              | 5               | 1               | UEL                | 4                  | 2                  | QS          | 0           | 0           | 37     | 11     |
| 2017            | Kairat          | QPL             | 25         | 7          | QK              | 4               | 1               | UEL                | 4                  | 2                  | QS          | 1           | 0           | 34     | 10     |
| Totale Qaýrat   | Totale Qaýrat   | Totale Qaýrat   | 43+10      | 13+2       |                 | 9               | 2               |                    | 8                  | 4                  |             | 1           | 0           | 71     | 21     |
| Totale carriera | Totale carriera | Totale carriera | 481        | 100        |                 | 59              | 13              |                    | 103                | 32                 |             | 5           | 1           | 649    | 146    |

### Cronologia presenze e reti in nazionale
| Cronologia completa delle presenze e delle reti in nazionale ― Russia | Cronologia completa delle presenze e delle reti in nazionale ― Russia | Cronologia completa delle presenze e delle reti in nazionale ― Russia | Cronologia completa delle presenze e delle reti in nazionale ― Russia | Cronologia completa delle presenze e delle reti in nazionale ― Russia | Cronologia completa delle presenze e delle reti in nazionale ― Russia | Cronologia completa delle presenze e delle reti in nazionale ― Russia | Cronologia completa delle presenze e delle reti in nazionale ― Russia |
| Data                                                                  | Città                                                                 | In casa                                                               | Risultato                                                             | Ospiti                                                                | Competizione                                                          | Reti                                                                  | Note                                                                  |
| --------------------------------------------------------------------- | --------------------------------------------------------------------- | --------------------------------------------------------------------- | --------------------------------------------------------------------- | --------------------------------------------------------------------- | --------------------------------------------------------------------- | --------------------------------------------------------------------- | --------------------------------------------------------------------- |
| 17-5-2002                                                             | Mosca                                                                 | Russia                                                                | 1 – 1 dts (4 – 5 dtr)                                                 | Bielorussia                                                           | Amichevole                                                            | -                                                                     | 62’                                                                   |
| 21-8-2002                                                             | Mosca                                                                 | Russia                                                                | 1 – 1                                                                 | Svezia                                                                | Amichevole                                                            | -                                                                     | 60’                                                                   |
| 13-2-2003                                                             | Limassol                                                              | Russia                                                                | 4 – 2                                                                 | Romania                                                               | Amichevole                                                            | 1                                                                     | 60’                                                                   |
| 28-4-2004                                                             | Oslo                                                                  | Norvegia                                                              | 3 – 2                                                                 | Russia                                                                | Amichevole                                                            | -                                                                     | 46’                                                                   |
| 18-8-2004                                                             | Limassol                                                              | Russia                                                                | 4 – 3                                                                 | Lituania                                                              | Amichevole                                                            | 1                                                                     | 46’                                                                   |
| 9-10-2004                                                             | Lussemburgo                                                           | Lussemburgo                                                           | 0 – 4                                                                 | Russia                                                                | Qual. Mondiali 2006                                                   | 1                                                                     |                                                                       |
| 13-10-2004                                                            | Lisbona                                                               | Portogallo                                                            | 7 – 1                                                                 | Russia                                                                | Qual. Mondiali 2006                                                   | 1                                                                     |                                                                       |
| 26-3-2005                                                             | Vaduz                                                                 | Liechtenstein                                                         | 1 – 2                                                                 | Russia                                                                | Qual. Mondiali 2006                                                   | -                                                                     | 55’                                                                   |
| 30-3-2005                                                             | Tallinn                                                               | Estonia                                                               | 1 – 1                                                                 | Russia                                                                | Qual. Mondiali 2006                                                   | 1                                                                     | 67’                                                                   |
| 4-6-2005                                                              | San Pietroburgo                                                       | Russia                                                                | 2 – 0                                                                 | Lettonia                                                              | Qual. Mondiali 2006                                                   | 1                                                                     | 81’                                                                   |
| 8-6-2005                                                              | Mönchengladbach                                                       | Germania                                                              | 2 – 2                                                                 | Russia                                                                | Amichevole                                                            | -                                                                     | 74’                                                                   |
| 17-8-2005                                                             | Riga                                                                  | Lettonia                                                              | 1 – 1                                                                 | Russia                                                                | Qual. Mondiali 2006                                                   | 1                                                                     | Ammonizione                                                           |
| 3-9-2005                                                              | Mosca                                                                 | Russia                                                                | 2 – 0                                                                 | Liechtenstein                                                         | Qual. Mondiali 2006                                                   | -                                                                     | 74’                                                                   |
| 7-9-2005                                                              | Mosca                                                                 | Russia                                                                | 0 – 0                                                                 | Portogallo                                                            | Qual. Mondiali 2006                                                   | -                                                                     | 87’                                                                   |
| 8-10-2005                                                             | Mosca                                                                 | Russia                                                                | 5 – 1                                                                 | Lussemburgo                                                           | Qual. Mondiali 2006                                                   | -                                                                     | 61’                                                                   |
| 12-10-2005                                                            | Bratislava                                                            | Slovacchia                                                            | 0 – 0                                                                 | Russia                                                                | Qual. Mondiali 2006                                                   | -                                                                     |                                                                       |
| 1-3-2006                                                              | Mosca                                                                 | Russia                                                                | 0 – 1                                                                 | Brasile                                                               | Amichevole                                                            | -                                                                     |                                                                       |
| 27-5-2006                                                             | Albacete                                                              | Spagna                                                                | 0 – 0                                                                 | Russia                                                                | Amichevole                                                            | -                                                                     | 46’                                                                   |
| 16-8-2006                                                             | Mosca                                                                 | Russia                                                                | 1 – 0                                                                 | Lettonia                                                              | Amichevole                                                            | -                                                                     |                                                                       |
| 6-9-2006                                                              | Mosca                                                                 | Russia                                                                | 0 – 0                                                                 | Croazia                                                               | Qual. Euro 2008                                                       | -                                                                     |                                                                       |
| 7-10-2006                                                             | Mosca                                                                 | Russia                                                                | 1 – 1                                                                 | Israele                                                               | Qual. Euro 2008                                                       | 1                                                                     |                                                                       |
| 11-10-2006                                                            | San Pietroburgo                                                       | Russia                                                                | 2 – 0                                                                 | Estonia                                                               | Qual. Euro 2008                                                       | -                                                                     | 64’                                                                   |
| 15-11-2006                                                            | Skopje                                                                | Macedonia                                                             | 0 – 2                                                                 | Russia                                                                | Qual. Euro 2008                                                       | 1                                                                     | 90’                                                                   |
| 7-2-2007                                                              | Amsterdam                                                             | Paesi Bassi                                                           | 4 – 1                                                                 | Russia                                                                | Amichevole                                                            | -                                                                     | 72’                                                                   |
| 24-3-2007                                                             | Tallinn                                                               | Estonia                                                               | 0 – 2                                                                 | Russia                                                                | Qual. Euro 2008                                                       | -                                                                     | cap.                                                                  |
| 2-6-2007                                                              | San Pietroburgo                                                       | Russia                                                                | 4 – 0                                                                 | Andorra                                                               | Qual. Euro 2008                                                       | -                                                                     | cap.                                                                  |
| 6-6-2007                                                              | Zagabria                                                              | Croazia                                                               | 0 – 0                                                                 | Russia                                                                | Qual. Euro 2008                                                       | -                                                                     | cap.                                                                  |
| 22-8-2007                                                             | Mosca                                                                 | Russia                                                                | 2 – 2                                                                 | Polonia                                                               | Qual. Euro 2008                                                       | -                                                                     | cap.                                                                  |
| 8-9-2007                                                              | Mosca                                                                 | Russia                                                                | 3 – 0                                                                 | Macedonia                                                             | Qual. Euro 2008                                                       | 1                                                                     | cap.                                                                  |
| 12-9-2007                                                             | Londra                                                                | Inghilterra                                                           | 3 – 0                                                                 | Russia                                                                | Qual. Euro 2008                                                       | -                                                                     | cap.                                                                  |
| 17-10-2007                                                            | Mosca                                                                 | Russia                                                                | 2 – 1                                                                 | Inghilterra                                                           | Qual. Euro 2008                                                       | -                                                                     | cap. 90’                                                              |
| 17-11-2007                                                            | Tel Aviv                                                              | Israele                                                               | 2 – 1                                                                 | Russia                                                                | Qual. Euro 2008                                                       | -                                                                     | cap.                                                                  |
| 21-11-2007                                                            | Andorra la Vella                                                      | Andorra                                                               | 0 – 1                                                                 | Russia                                                                | Qual. Euro 2008                                                       | -                                                                     | cap. 84’                                                              |
| 4-6-2008                                                              | Burghausen                                                            | Russia                                                                | 4 – 1                                                                 | Lituania                                                              | Amichevole                                                            | 1                                                                     |                                                                       |
| 18-6-2008                                                             | Innsbruck                                                             | Russia                                                                | 2 – 0                                                                 | Svezia                                                                | Euro 2008 - 1º turno                                                  | 1                                                                     | 65’                                                                   |
| 21-6-2008                                                             | Basilea                                                               | Paesi Bassi                                                           | 1 – 3 dts                                                             | Russia                                                                | Euro 2008 - Quarti di finale                                          | 1                                                                     |                                                                       |
| 26-6-2008                                                             | Vienna                                                                | Russia                                                                | 0 – 3                                                                 | Spagna                                                                | Euro 2008 - Semifinale                                                | -                                                                     |                                                                       |
| 20-8-2008                                                             | Mosca                                                                 | Russia                                                                | 1 – 1                                                                 | Paesi Bassi                                                           | Amichevole                                                            | -                                                                     |                                                                       |
| 10-9-2008                                                             | Mosca                                                                 | Russia                                                                | 2 – 1                                                                 | Galles                                                                | Qual. Mondiali 2010                                                   | -                                                                     |                                                                       |
| 11-10-2008                                                            | Dortmund                                                              | Germania                                                              | 2 – 1                                                                 | Russia                                                                | Qual. Mondiali 2010                                                   | 1                                                                     |                                                                       |
| 15-10-2008                                                            | Mosca                                                                 | Russia                                                                | 3 – 0                                                                 | Finlandia                                                             | Qual. Mondiali 2010                                                   | 1                                                                     | 90’                                                                   |
| 28-3-2009                                                             | Mosca                                                                 | Russia                                                                | 2 – 0                                                                 | Azerbaigian                                                           | Qual. Mondiali 2010                                                   | -                                                                     |                                                                       |
| 1-4-2009                                                              | Vaduz                                                                 | Liechtenstein                                                         | 0 – 1                                                                 | Russia                                                                | Qual. Mondiali 2010                                                   | -                                                                     |                                                                       |
| 10-6-2009                                                             | Helsinki                                                              | Finlandia                                                             | 0 – 3                                                                 | Russia                                                                | Qual. Mondiali 2010                                                   | -                                                                     | cap.                                                                  |
| 12-8-2009                                                             | Mosca                                                                 | Russia                                                                | 2 – 3                                                                 | Argentina                                                             | Amichevole                                                            | -                                                                     | cap.                                                                  |
| 9-9-2009                                                              | Cardiff                                                               | Galles                                                                | 1 – 3                                                                 | Russia                                                                | Qual. Mondiali 2010                                                   | -                                                                     | cap.                                                                  |
| 10-10-2009                                                            | Mosca                                                                 | Russia                                                                | 0 – 1                                                                 | Germania                                                              | Qual. Mondiali 2010                                                   | -                                                                     | cap.                                                                  |
| 14-10-2009                                                            | Baku                                                                  | Azerbaigian                                                           | 1 – 1                                                                 | Russia                                                                | Qual. Mondiali 2010                                                   | 1                                                                     | cap.                                                                  |
| 14-11-2009                                                            | Mosca                                                                 | Russia                                                                | 2 – 1                                                                 | Slovenia                                                              | Qual. Mondiali 2010                                                   | -                                                                     | cap. 45’                                                              |
| 18-11-2009                                                            | Maribor                                                               | Slovenia                                                              | 1 – 0                                                                 | Russia                                                                | Qual. Mondiali 2010                                                   | -                                                                     | cap.                                                                  |
| 3-3-2010                                                              | Györ                                                                  | Ungheria                                                              | 1 – 1                                                                 | Russia                                                                | Amichevole                                                            | -                                                                     | 46’                                                                   |
| 11-8-2010                                                             | San Pietroburgo                                                       | Russia                                                                | 1 – 0                                                                 | Bulgaria                                                              | Amichevole                                                            | -                                                                     | cap. 80’                                                              |
| 3-9-2010                                                              | Andorra la Vella                                                      | Andorra                                                               | 0 – 2                                                                 | Russia                                                                | Qual. Euro 2012                                                       | -                                                                     | cap.                                                                  |
| 7-9-2010                                                              | Mosca                                                                 | Russia                                                                | 0 – 1                                                                 | Slovacchia                                                            | Qual. Euro 2012                                                       | -                                                                     | cap.                                                                  |
| 8-10-2010                                                             | Dublino                                                               | Irlanda                                                               | 2 – 3                                                                 | Russia                                                                | Qual. Euro 2012                                                       | -                                                                     | cap.                                                                  |
| 12-10-2010                                                            | Skopje                                                                | Macedonia                                                             | 0 – 1                                                                 | Russia                                                                | Qual. Euro 2012                                                       | -                                                                     | cap. 81’                                                              |
| 17-11-2010                                                            | Voronež                                                               | Russia                                                                | 0 – 2                                                                 | Belgio                                                                | Amichevole                                                            | -                                                                     | cap.                                                                  |
| 9-2-2011                                                              | Abu Dhabi                                                             | Iran                                                                  | 1 – 0                                                                 | Russia                                                                | Amichevole                                                            | -                                                                     | cap.                                                                  |
| 26-3-2011                                                             | Erevan                                                                | Armenia                                                               | 0 – 0                                                                 | Russia                                                                | Qual. Euro 2012                                                       | -                                                                     | cap. 90’                                                              |
| 29-3-2011                                                             | Doha                                                                  | Qatar                                                                 | 1 – 1                                                                 | Russia                                                                | Amichevole                                                            | -                                                                     | cap. 46’                                                              |
| 4-6-2011                                                              | San Pietroburgo                                                       | Russia                                                                | 3 – 1                                                                 | Armenia                                                               | Qual. Euro 2012                                                       | -                                                                     | cap.                                                                  |
| 10-8-2011                                                             | Mosca                                                                 | Russia                                                                | 1 – 0                                                                 | Serbia                                                                | Amichevole                                                            | -                                                                     | cap. 31’                                                              |
| 2-9-2011                                                              | Mosca                                                                 | Russia                                                                | 1 – 0                                                                 | Macedonia                                                             | Qual. Euro 2012                                                       | -                                                                     | cap.                                                                  |
| 6-9-2011                                                              | Mosca                                                                 | Russia                                                                | 0 – 0                                                                 | Irlanda                                                               | Qual. Euro 2012                                                       | -                                                                     | cap.                                                                  |
| 7-10-2011                                                             | Žilina                                                                | Slovacchia                                                            | 0 – 1                                                                 | Russia                                                                | Qual. Euro 2012                                                       | -                                                                     | cap.                                                                  |
| 11-10-2011                                                            | Mosca                                                                 | Russia                                                                | 6 – 0                                                                 | Andorra                                                               | Qual. Euro 2012                                                       | -                                                                     | cap.                                                                  |
| 11-11-2011                                                            | Il Pireo                                                              | Grecia                                                                | 1 – 1                                                                 | Russia                                                                | Amichevole                                                            | -                                                                     | cap.                                                                  |
| 29-2-2012                                                             | Copenaghen                                                            | Danimarca                                                             | 0 – 2                                                                 | Russia                                                                | Amichevole                                                            | 1                                                                     | cap.                                                                  |
| 25-5-2012                                                             | Mosca                                                                 | Russia                                                                | 1 – 1                                                                 | Uruguay                                                               | Amichevole                                                            | -                                                                     | cap.                                                                  |
| 29-5-2012                                                             | Nyon                                                                  | Lituania                                                              | 0 – 0                                                                 | Russia                                                                | Amichevole                                                            | -                                                                     | cap.                                                                  |
| 1-6-2012                                                              | Zurigo                                                                | Italia                                                                | 0 – 3                                                                 | Russia                                                                | Amichevole                                                            | -                                                                     | cap. 68’                                                              |
| 8-6-2012                                                              | Breslavia                                                             | Russia                                                                | 4 – 1                                                                 | Rep. Ceca                                                             | Euro 2012 - 1º turno                                                  | -                                                                     | cap.                                                                  |
| 12-6-2012                                                             | Varsavia                                                              | Polonia                                                               | 1 – 1                                                                 | Russia                                                                | Euro 2012 - 1º turno                                                  | -                                                                     | cap.                                                                  |
| 16-6-2012                                                             | Varsavia                                                              | Grecia                                                                | 1 – 0                                                                 | Russia                                                                | Euro 2012 - 1º turno                                                  | -                                                                     | cap.                                                                  |
| 15-8-2012                                                             | Mosca                                                                 | Russia                                                                | 1 – 1                                                                 | Costa d'Avorio                                                        | Amichevole                                                            | -                                                                     | 58’                                                                   |
| Totale                                                                |                                                                       | Presenze (8º posto)                                                   | 75                                                                    |                                                                       | Reti (7º posto)                                                       | 17                                                                    |                                                                       |

## Palmarès

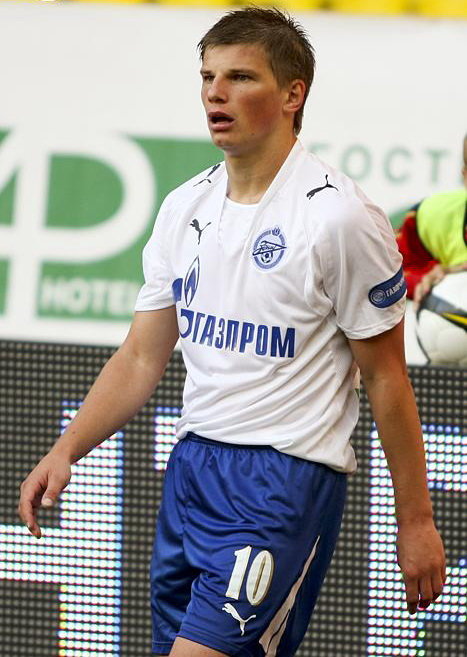
Andrej Aršavin con la maglia dello Zenit nel 2008

### Club

#### Competizioni nazionali
- Campionato russo: 3

Zenit: 2007, 2011-2012, 2014-2015
- Supercoppa di Russia: 2

Zenit: 2008, 2015
- Supercoppa del Kazakistan: 1

Qaýrat: 2017
- Coppa del Kazakistan: 2

Qaýrat: 2017, 2018

#### Competizioni internazionali
- Coppa UEFA: 1

Zenit: 2007-2008
- Supercoppa UEFA: 1

Zenit: 2008

### Individuale
- Miglior undici del campionato russo (Sport-Express): 2

2001 (centrocampista destro), 2004 e 2005 (seconda punta)
- Calciatore russo dell'anno: 1

2006
- Calciatore russo dell'anno (Soviet Sport): 2

2004, 2006
- Calciatore russo dell'anno (Sport-Express): 1

2006
- Miglior undici degli Europei (Uefa.com): 1

2008